# 巴尔瑙

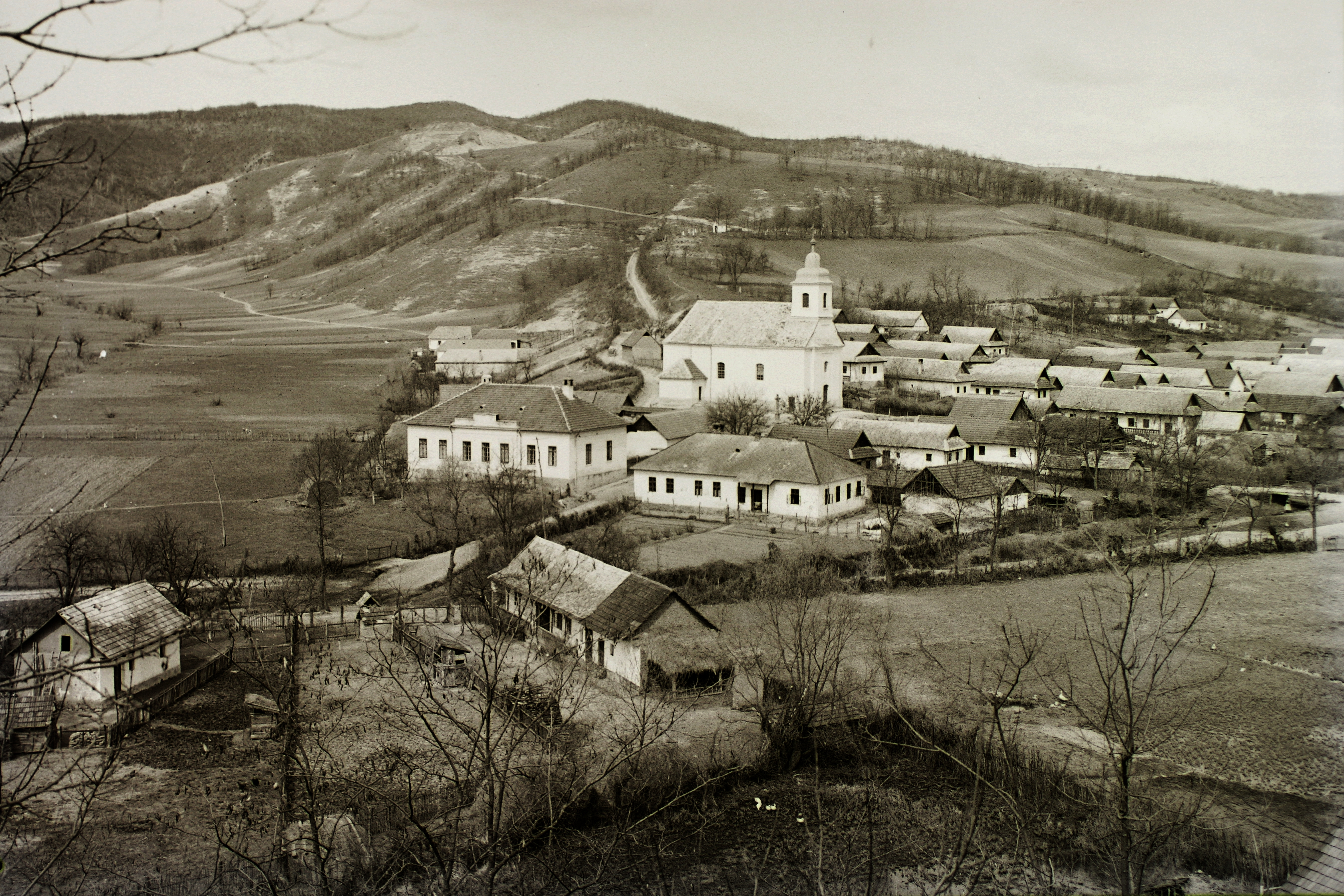

巴尔瑙，是匈牙利诺格拉德州所辖的一个村。总面积15.39平方公里，总人口1122，人口密度72.9人/平方公里（2011年1月1日）。